# دائرة أكدز
دائرة أكدز هي إحدى دوائر إقليم زاكورة، التابع لجهة درعة تافيلالت، المملكة المغربية. تضم الدائرة 11 جماعات قروية، وبلغ عدد سكانها 101122 فرداً سنة 2004 حسب الإحصاء الرسمي للسكان والسكنى. يتبع للدائرة 19 مشيخة و207 دوار.

## التقسيمات الإداريّة
تعتبر دائرة أكدز إحدى الدوائر المشكّلة لإقليم زاكورة، وهو التقسيم الإداري من المستوى الرابع المعتمد في المغرب. ينقسم إقليم زاكورة إلى 24 جماعات قروية تختلف من حيث السكان والمساحة، والتي بدورها تنقسم إلى مشيخات تضم عدداً من الدواوير.